# 卡哈區
卡哈區（西班牙語：Distrito de Caja），是秘魯的一個區，位於該國中南部萬卡韋利卡大區的阿科班巴省，始建於1857年1月2日，面積82.39平方公里，海拔高度3,668米，2005年人口3,009，人口密度每平方公里37人。